# Rhinopalpa bellinice
Rhinopalpa bellinice är en fjärilsart som beskrevs av Hans Fruhstorfer 1913. Rhinopalpa bellinice ingår i släktet Rhinopalpa och familjen praktfjärilar. Inga underarter finns listade.